# Eumenes globulosus
Eumenes globulosus är en stekelart som beskrevs av Henri Saussure 1855. Eumenes globulosus ingår i släktet krukmakargetingar, och familjen Eumenidae. Inga underarter finns listade i Catalogue of Life.